# Marteli (raion de Beriózovka)
Marteli (en rus: Мартелы) és un poble del krai de Perm, a Rússia, que en el cens del 2010 tenia 51 habitants.